# Finnur Jónsson
Finnur Jónsson (Akureyri, 28 de maio de 1858 — Copenhaga, 30 de março de 1934) foi um filólogo islandês que fez extensas contribuições ao estudo da literatura nórdica antiga.
Finnur era incomumente um estudioso prolífico, preparando edições de, entre outros trabalhos, numerosas sagas islandesas, sagas dos reis, rímur (junto com um dicionário de rímur) e Eddas. Ele defendeu sua crença na exatidão histórica das sagas e da antiguidade dos poemas de Edda em debates com outros estudiosos.